# Elgigitgin
Elgigitgin (ruski i čukčijski: Élʹgygytgyn) je impaktno jezero u Anadirskom rajonu, Čukotskog autonomnog okruga u sjeveroistočnom Sibiru, oko 150 km jugoistočno od Čaunskog zaljeva.
Riječ "Elgigitgin" znači "bijelo jezero" na čukotskom jeziku.
Jezero je posebno zanimljivo znanstvenicima jer nikada nije bilo prekriveno ledenjacima. To je omogućilo neprekinuto nagomilavanje 400 m sedimenta na dnu jezera, bilježeći podatke o pretpovijesnim klimatskim promjenama.

## Geografija
Jezero Elgigitgin je udarno kratersko jezero smješteno na Anadirskoj visoravni, dijelu Anadirskog visočja. Na jugoistoku iz jezera istječe Enmivaam, pritok Belaje. Otprilike je 12 km u promjeru i ima najveću dubinu od 174 ± 2 m. Jezero je u središtu udarnog kratera s rubom promjera 18 km koja je nastala prije 3.6 milijuna godina tijekom pliocena. Prije nego što je pouzdano datirano, preliminarni radovi u kasnim 1970-ima sugerirali su ili Elgigitgin ili Zhamanshin kao izvor mladog Australazijskog polja raspršenja.

## Znanstveno bušenje
Krajem 2008. i početkom 2009. međunarodni tim iz SAD-a (dr. Julie Brigham-Grette), Njemačke (dr. Martin Melles), Rusije (dr. Pavel Sergeevich Minuyk) i Austrije (dr. Christian Koeberl) proveo je program bušenja ciljajući tri rupe u jezeru Elgigitgin. Dobivene jezgre označene su kao ICPD mjesto 5011-1 i 5011-3. Susponzorirao ga je Međunarodni kontinentalni znanstveni program bušenja (ICDP), uz financiranje Nacionalne znanstvene zaklade SAD-a (NSF), njemačkog Saveznog ministarstva obrazovanja i istraživanja (BMBF), Instituta Alfred Wegener (AWI) i GeoForschungsZentrum Potsdam (GFZ), Dalekoistočni ogranak Ruske akademije znanosti (RAS FEB), Ruska zaklada za osnovna istraživanja (RFBR) i Austrijsko savezno ministarstvo znanosti i istraživanja (BMWF).

## Fauna
Uvjeti u jezeru Elgigitgin izuzetno su teški za riblji život, svrstava se u ultra- oligotrofno jezero, a površina je prekrivena ledom oko 10 mjeseci u godini. Usprkos tome, postoje tri vrste koje stalno nastanjuju surov vodeni okoliš jezera, a sve su to vrste galeba. To su Salvelinus boganidae, S. elgyticus i Salvethymus svetovidovi. Dvije posljednje vrste su endemske za jezero Elgigitgin. Sve tri vrste prilagođene su ekstremno hladnim vodama jezera, koje su uglavnom malo iznad točke smrzavanja, te većinu godine provode u potpunom mraku. Ljeti se može početi topiti, ali nekih se godina nikada u potpunosti ne otopi. Jezero je također dom za više od desetak endemskih algi kremenjašica.

## Vanjske poveznice
|  | Zajednički poslužitelj ima još gradiva o temi Elgigitgin |

- Dr. Matt Nolan sa Sveučilišta Alaska Fairbanks
- Polarna ekspedicija na Sibirsko jezero donijet će detalje klime iz prošlosti PhysOrg.com .
- NASA Zemaljski opservatorij
- Haltia EM, Nowaczyk NR Magnetostratigrafija sedimenata iz jezera El'gygytgyn ICDP lokacije 5011-1: paleomagnetska dobna ograničenja za najduži paleoklimatski zapis s kontinentalnog Arktika, 2014.